# Nemeritis siciliensis
Nemeritis siciliensis là một loài tò vò trong họ Ichneumonidae.